# Дятлово (город)
Дя́тлово (бел. Дзя́тлава, пол. Zdzięcioł, идиш זשעטל‎) — город в Гродненской области Беларуси. Административный центр Дятловского района.
Численность населения — 7 596 человек (на 1 января 2025 года).
В 2023 году Дятлово отметило 525-летие.

## Геральдика
Герб и флаг учреждены Указом Президента Республики Беларусь от 1 декабря 2004 года № 590 и зарегистрированы в Государственном геральдическом регистре Республики Беларусь 16 декабря 2004 года № Б-17 и № Б-18. Одобрены решением Дятловского районного Совета депутатов от 2 декабря 2003 года № 24.

## История
Первое упоминание о Дятлово отмечено в 1498 году, когда «Двор Здзецела» (так тогда называлась эта местность) был подарен полководцу Великого княжества Литовского К. И. Острожскому за военные заслуги «на вечное пользование и с правом основать город». В начале XVI века тут был построен деревянный замок-крепость, который на протяжении долгого времени имел стратегическое и оборонительное значение. В XVII веке Здзецел перешёл во владение князей Сапегов. Один из них, известный подканцлер ВКЛ Лев Сапега, распорядился в 1624 году построить в местечке костёл Вознесения Пресвятой Девы Марии, который и сегодня украшает город.
В январе 1708 года, во время Северной войны, в Дятлово, где находились главные силы русской армии, неделю квартировал царь Пётр I. Потом русские войска отступили, замок был занят шведами, которые уничтожили его, а местечко разграбили и сожгли. Новые хозяева Дятлово князи Радзивиллы построили на бывших пепелищах роскошный дворец. Последний владелец Дятлово маршалок Литовский Станислав Солтан принимал участие в польском восстании 1830 года, которое было жестоко подавлено. В 1831 году дворец перешёл во владение царской казны, а во дворце и хозяйских постройках разместили казармы Харьковского драгунского полка.
Во время Великой Отечественной войны еврейское население было согнано в Дятловское гетто и бо́льшей частью уничтожено нацистами и коллаборационистами.
20 октября 1995 года административные единицы Дятловский район и город Дятлово, имеющие общий административный центр, объединены в одну административную единицу — Дятловский район. 
В 2024 году в связи с празднованием 80-й годовщины освобождения Беларуси от немецко-фашистских захватчиков и Победы советского народа в Великой Отечественной войне, а также в целях увековечения подвига воинов Красной Армии, рабочих, партизан и подпольщиков, совершенного ими при обороне и освобождении белорусских городов и других населённых пунктов город Дятлово награждён вымпелом «За мужнасць і стойкасць у гады Вялікай Айчыннай вайны» (Указ Президента Республики Беларусь от 2 февраля 2024 года № 44).

## Демография
Численность населения — 7 596 человек (на 1 января 2025 года).
| Численность населения:                                                                          |
| Графики недоступны из-за технических проблем. См. информацию на Фабрикаторе и на mediawiki.org. |

| Год            | 1931 | 1959  | 1970  | 1979  | 1989  | 2006  | 2018  | 2020  | 2022  | 2023  | 2024  | 2025  |
| -------------- | ---- | ----- | ----- | ----- | ----- | ----- | ----- | ----- | ----- | ----- | ----- | ----- |
| Население чел. | 3746 | ▼2678 | ▲4273 | ▲5454 | ▲7598 | ▲8078 | ▼7624 | ▲8109 | ▼8008 | ▼7881 | ▼7767 | ▼7596 |

## Культура
В Дятлово действует историко-краеведческий музей с численностью музейных предметов основного фонда 14,8 тыс. единиц. В 2016 году музей посетили 7,9 тыс. человек.

## События и мероприятия

### События
- В 2023 году Дятлово отмечает 525-летие[3]

### Мероприятия
- В 2015 году прошёл областной фестиваль «Дажынкi»
- 26 августа 2023 года прошли районные «Дажынкi»[22][23][24]

## Достопримечательности
- Костёл Вознесения Пресвятой Девы Марии (1648 год)
- Дворец Радзивиллов
- Спасо-Преображенская церковь (1839 год)
- Собор в честь новомучеников и исповедников Церкви Русской[25][26][27] (освящён в ноябре 2017 г.)

### Памятник, скульптура
- Памятник И. С. Дворчанину
- Памятный знак жертвам еврейского гетто (скульптор Ричард Груша)
- Мемориал «Дети лихолетья»
- На территории районной больницы находится братская могила воинов и партизан периода Великой Отечественной войны. В 1959 году на могиле был установлен памятник — скульптуры двух воинов. В 1993 году поставлен новый. Фигура женщины с цветами в руках. Венком памятника стали три журавля
- Памятник крестьянину И. Ю. Филидовичу, который во время Великой Отечественной войны повторил подвиг Ивана Сусанина[28]. Установлен в городском сквере.
- Памятник Героям Советского Союза Яну Фогелю и Павлу Петрову на братской могиле

## Галерея
- Собор Новомучеников и Исповедников Церкви Русской
- Костёл Вознесения Пресвятой Девы Марии
- Дворец Радзивиллов
- В центре города
- Спасо-Преображенская церковь
- Мемориал «Дети лихолетья»
- Памятник И. С. Дворчанину

## Спорт
Футбольная команда «Белая Русь», выступающая в чемпионате Гродненской области по футболу.